# АЭС Лайбштадт
АЭС Лайбштадт (нем. Kernkraftwerk Leibstadt) — атомная электростанция в Швейцарии.
Станция расположена на реке Рейн, возле дельты реки Аре и немецкой границы, в муниципалитете Лайбштадт в кантоне Аргау.  
Это последняя атомная станция, построенная в стране. АЭС состоит из одного энергоблока с кипящим водяным реактором (BWR-6) фирмы General Electric, мощностью 1275 МВт. Для охлаждения на площадке АЭС возведена градирня.
Сооружение станции началось в 1972 году, 24 мая 1984 года она была введена в эксплуатацию.

## Информация об энергоблоках
| Энергоблок | Тип реакторов | Мощность | Мощность | Начало строительства | Физпуск    | Подключение к сети | Ввод в эксплуатацию | Закрытие |
| Энергоблок | Тип реакторов | Чистый   | Брутто   | Начало строительства | Физпуск    | Подключение к сети | Ввод в эксплуатацию | Закрытие |
| ---------- | ------------- | -------- | -------- | -------------------- | ---------- | ------------------ | ------------------- | -------- |
| Лайбштадт  | BWR-6         | 1220 МВт | 1275 МВт | 01.01.1974           | 09.03.1984 | 24.05.1984         | 15.12.1984          | —        |